# 정현남
정현남 (1987년 8월 26일 ~ )은 대한민국의 배우이다.

## 학력
- 명지전문대학 연극영상학과

## 방송
- 2012년 MBC 아침드라마 《사랑했나봐》 ... 노호그룹 회장 비서 역
- 2013년 MBC 수목드라마 《투윅스》 ... 소영 역
- 2014년 MBC 아침드라마 《모두 다 김치》... 박현지 비서 역